# La Prise de Tournavos
Pour plus de détails, voir Fiche technique et Distribution.
La Prise de Tournavos est un film de Georges Méliès sorti en 1897 au début du cinéma muet. C'est un court-métrage d'environ une minute.

## Synopsis
Le film se déroule au début de la Guerre gréco-turque (1897) à Tyrnavos, en Thessalie. Dans une ville d'architecture orientale, des soldats européens se battent depuis un mur érigé en barricade. Les assaillants grimpent par-dessus le mur à l'aide d'une échelle et pénètrent dans la nouvelle enceinte par une porte, alors que les soldats se réfugient dans une habitation. Ils n'arrivent pas à défoncer la porte de cette dernière et posent donc un bâton de dynamite, qui explose, puis rentrent dans la bâtisse les armes à la main.